# Randy Sedoc
Randy Sedoc (Amsterdam, 8 september 1975) is een Nederlandse oud-atleet, die zich aanvankelijk specialiseerde in het hink-stap-springen, maar naderhand overstapte op het verspringen en de sprint.

## Biografie

### In de voetstappen van zijn vader
In navolging van zijn vader Roy, die in de jaren zeventig van de 20e eeuw een succesvol ver- en hink-stap-springer was, richtte Randy zich in eerste instantie op het hink-stap-springen. Zijn doel daarbij was om het nationale jeugdrecord van 15,50 m, dat nog steeds op naam stond van zijn vader, te verbeteren. Gaandeweg bleek hij echter erg blessuregevoelig te zijn waardoor hij, na twee nationale jeugdtitels op dit nummer te hebben behaald, moest besluiten om het hink-stap-springen aan de kant te schuiven. Vervolgens richtte Randy Sedoc zich op het verspringen, waarbij hij echter ook de sprint niet veronachtzaamde. "Ik vind die combinatie gewoon heel belangrijk. Het is zaak om je snelheid op peil te houden. En dat zie je bij verspringers toch te weinig", aldus de Amsterdamse atleet in 1995.
Als verspringer behaalde Randy Sedoc bij de A-junioren nog eenmaal een nationale indoortitel. Ook boekte hij op dit nummer internationaal zijn beste resultaat tijdens de wereldkampioenschappen voor junioren van 1994 in Lissabon waar hij, na zich met 7,39 voor de finale te hebben gekwalificeerd, met 7,08 een twaalfde plaats behaalde. Randy sukkelde in die periode met een hardnekkige hielblessure, die hem tot in Lissabon parten speelde. Mede hierdoor wilde het in de finale niet meer lukken.

### Blessureperikelen
Door alle blessureperikelen verdween langzaam maar zeker de motivatie om op topniveau te blijven sporten. Het bloed blijft echter altijd kruipen waar het niet kan gaan en zo behaalde Randy Sedoc in 2003, toch weer op zijn oude nummer hink-stap-springen, zijn eerste en enige Nederlandse titel bij de senioren met een sprong van 15,00. Zijn twee jongere broers Gregory (hordelopen) en Jermaine (hink-stap-springen), zijn ook één of meerdere malen Nederlands kampioen geweest in hun discipline.

### Stunt
Uniek was echter de stunt die Randy op 29 september 2007 in Amstelveen uithaalde bij de Nederlandse estafettekampioenschappen. Die dag werd de gouden plak op de 4 x 100 m estafette in 42,59 gewonnen door het team van AAC, bestaande uit Randy Sedoc, samen met zijn broers Gregory, Jermaine en jongste Sedoc-telg Valéry, actief in de voetbalsport. Vader Roy fungeerde als coach. De prestatie werd gemeld bij het Guinness Book of Records.

## Nederlandse kampioenschappen
| Onderdeel           | Jaar |
| ------------------- | ---- |
| hink-stap-springen  | 2003 |
| 4 x 100 m estafette | 2007 |

## Persoonlijke records
Outdoor
| Onderdeel          | Prestatie | Datum        | Plaats    |
| ------------------ | --------- | ------------ | --------- |
| 100 m              | 10,63 s   | 5 juli 1997  | Emmeloord |
| 200 m              | 21,40 s   | 12 juli 1997 | Papendal  |
| 400 m              | 48,26 s   | 21 mei 1995  | Krommenie |
| verspringen        | 7,72 m    | 24 juli 1993 | Amsterdam |
| hink-stap-springen | 15,09 m   | 12 juni 1994 | Amsterdam |

Indoor
| Onderdeel   | Prestatie | Datum            | Plaats   |
| ----------- | --------- | ---------------- | -------- |
| 60 m        | 6,82 s    | 21 januari 2001  | Dortmund |
| verspringen | 7,63 m    | 20 februari 1994 | Den Haag |